# Leptoderma lubricum
Leptoderma lubricum is een straalvinnige vissensoort uit de familie van gladkopvissen (Alepocephalidae). De wetenschappelijke naam van de soort is voor het eerst geldig gepubliceerd in 1965 door Abe, Marumo & Kawaguchi.